# Liste des médaillés aux Jeux olympiques d'hiver de 1976
Cet article liste les athlètes ayant remporté une médaille aux Jeux olympiques d'hiver de 1976 à Innsbruck en Autriche du 4 au 15 février 1976.

## Biathlon
| Épreuves                             | Or                                                                                      | Argent                                                          | Bronze                                                                      |
| ------------------------------------ | --------------------------------------------------------------------------------------- | --------------------------------------------------------------- | --------------------------------------------------------------------------- |
| Hommes                               |                                                                                         |                                                                 |                                                                             |
| 20 km individuel résultats détaillés | Nikolay Kruglov Sr. (URS)                                                               | Heikki Ikola (FIN)                                              | Aleksandr Yelizarov (URS)                                                   |
| relais 4×7,5 km résultats détaillés  | Union soviétique Ivan Byakov Nikolay Kruglov Sr. Alexander Tikhonov Aleksandr Yelizarov | Finlande Henrik Flöjt Heikki Ikola Esko Saira Juhani Suutarinen | Allemagne de l'Est Manfred Beer Manfred Geyer Karl-Heinz Menz Frank Ullrich |

## Bobsleigh
| Épreuves                         | Or                                                                                      | Argent                                                      | Bronze                                                                                  |
| -------------------------------- | --------------------------------------------------------------------------------------- | ----------------------------------------------------------- | --------------------------------------------------------------------------------------- |
| Hommes                           |                                                                                         |                                                             |                                                                                         |
| Bob à deux résultats détaillés   | Allemagne de l'Est Bernhard Germeshausen Meinhard Nehmer                                | Allemagne de l'Est Manfred Schumann Wolfgang Zimmerer       | Suisse Joseph Benz Erich Schärer                                                        |
| Bob à quatre résultats détaillés | Allemagne de l'Est Jochen Babock Bernhard Germeshausen Bernhard Lehmann Meinhard Nehmer | Suisse Ulrich Bächli Joseph Benz Rudolf Marti Erich Schärer | Allemagne de l'Ouest Bodo Bittner Manfred Schumann Peter Utzschneider Wolfgang Zimmerer |

## Combiné nordique
| Épreuves                       | Or                   | Argent              | Bronze               |
| ------------------------------ | -------------------- | ------------------- | -------------------- |
| Hommes                         |                      |                     |                      |
| Individuel résultats détaillés | Ulrich Wehling (RDA) | Urban Hettich (RFA) | Konrad Winkler (RDA) |

## Hockey sur glace
| Épreuves                             | Or | Argent | Bronze |
| ------------------------------------ | --- | --- | --- |
| Tournoi masculin résultats détaillés | Union soviétique Boris Aleksandrov Sergueï Babinov Vladimir Chadrine Viktor Chalimov Aleksandr Goussev Aleksandr Iakouchev Viktor Jlouktov Sergueï Kapoustine Valeri Kharlamov Vladimir Loutchenko Iouri Liapkine Aleksandr Maltsev Boris Mikhailov Vladimir Petrov Aleksandr Sidelnikov Vladislav Tretiak Guennadi Tsygankov Valeri Vassiliev | Tchécoslovaquie Josef Augusta Jiří Bubla Milan Chalupa Jiří Crha Miroslav Dvořák Bohuslav Ebermann Ivan Hlinka Jiří Holeček Jiří Holík Milan Kajkl Oldřich Macháč Vladimír Martinec Eduard Novák Jiří Novák Milan Nový František Pospíšil Jaroslav Pouzar Bohuslav Šťastný | Allemagne de l'Ouest Klaus Auhuber Ignaz Berndaner Wolfgang Boos Lorenz Funk Martin Hinterstocker Anton Kehle Udo Kießling Walter Köberle Ernst Köpf Erich Kühnhackl Stefan Metz Rainer Philipp Franz Reindl Alois Schloder Rudolf Thanner Josef Völk Ferenc Vozar Erich Weishaupt |

## Luge
| Épreuves                   | Or                    | Argent            | Bronze                     |
| -------------------------- | --------------------- | ----------------- | -------------------------- |
| Hommes                     |                       |                   |                            |
| Simple résultats détaillés | Dettlef Günther (RDA) | Josef Fendt (RFA) | Hans Rinn (RDA)            |
| Femmes                     |                       |                   |                            |
| Simple résultats détaillés | Margit Schumann (RDA) | Ute Rührold (RDA) | Elisabeth Demleitner (RFA) |

## Patinage artistique
| Épreuves                       | Or                                                      | Argent                                            | Bronze                                        |
| ------------------------------ | ------------------------------------------------------- | ------------------------------------------------- | --------------------------------------------- |
| Hommes                         |                                                         |                                                   |                                               |
| Individuel résultats détaillés | John Curry (GBR)                                        | Vladimir Kovalev (URS)                            | Toller Cranston (CAN)                         |
| Femmes                         |                                                         |                                                   |                                               |
| Individuel résultats détaillés | Dorothy Hamill (USA)                                    | Dianne de Leeuw (NED)                             | Christine Errath (RDA)                        |
| Mixte                          |                                                         |                                                   |                                               |
| Couples résultats détaillés    | Union soviétique Irina Rodnina Aleksandr Zaïtsev        | Allemagne de l'Est Romy Kermer Rolf Österreich    | Allemagne de l'Est Manuela Groß Uwe Kagelmann |
| Danse résultats détaillés      | Union soviétique Lioudmila Pakhomova Aleksandr Gorchkov | Union soviétique Irina Moïsseïeva Andrei Minenkov | États-Unis Colleen O'Connor James Millns      |

## Patinage de vitesse
| Épreuves                     | Or                       | Argent                    | Bronze                |
| ---------------------------- | ------------------------ | ------------------------- | --------------------- |
| Hommes                       |                          |                           |                       |
| 500 m résultats détaillés    | Yevgeny Kulikov (URS)    | Valery Muratov (URS)      | Dan Immerfall (USA)   |
| 1 000 m résultats détaillés  | Peter Mueller (USA)      | Jørn Didriksen (NOR)      | Valery Muratov (URS)  |
| 1 500 m résultats détaillés  | Jan Egil Storholt (NOR)  | Yury Kondakov (URS)       | Hans van Helden (NED) |
| 5 000 m résultats détaillés  | Sten Stensen (NOR)       | Piet Kleine (NED)         | Hans van Helden (NED) |
| 10 000 m résultats détaillés | Piet Kleine (NED)        | Sten Stensen (NOR)        | Hans van Helden (NED) |
| Femmes                       |                          |                           |                       |
| 500 m résultats détaillés    | Sheila Young (USA)       | Cathy Priestner (CAN)     | Tatyana Averina (URS) |
| 1 000 m résultats détaillés  | Tatyana Averina (URS)    | Leah Poulos-Mueller (USA) | Sheila Young (USA)    |
| 1 500 m résultats détaillés  | Galina Stepanskaya (URS) | Sheila Young (USA)        | Tatyana Averina (URS) |
| 3 000 m résultats détaillés  | Tatyana Averina (URS)    | Andrea Ehrig (RDA)        | Lisbeth Korsmo (NOR)  |

## Saut à ski
| Épreuves                           | Or                          | Argent                 | Bronze             |
| ---------------------------------- | --------------------------- | ---------------------- | ------------------ |
| Hommes                             |                             |                        |                    |
| Petit tremplin résultats détaillés | Hans-Georg Aschenbach (RDA) | Jochen Danneberg (RDA) | Karl Schnabl (AUT) |
| Grand tremplin résultats détaillés | Karl Schnabl (AUT)          | Toni Innauer (AUT)     | Henry Glass (RDA)  |

## Ski alpin
| Épreuves                     | Or                     | Argent                   | Bronze                  |
| ---------------------------- | ---------------------- | ------------------------ | ----------------------- |
| Hommes                       |                        |                          |                         |
| Descente résultats détaillés | Franz Klammer (AUT)    | Bernhard Russi (SUI)     | Herbert Plank (ITA)     |
| Géant résultats détaillés    | Heini Hemmi (SUI)      | Ernst Good (SUI)         | Ingemar Stenmark (SWE)  |
| Slalom résultats détaillés   | Piero Gros (ITA)       | Gustavo Thöni (ITA)      | Willi Frommelt (LIE)    |
| Femmes                       |                        |                          |                         |
| Descente résultats détaillés | Rosi Mittermaier (RFA) | Brigitte Totschnig (AUT) | Cindy Nelson (USA)      |
| Géant résultats détaillés    | Kathy Kreiner (CAN)    | Rosi Mittermaier (RFA)   | Danièle Debernard (FRA) |
| Slalom résultats détaillés   | Rosi Mittermaier (RFA) | Claudia Giordani (ITA)   | Hanni Wenzel (LIE)      |

## Ski de fond
| Épreuves                             | Or                                                                              | Argent                                                                     | Bronze                                                                               |
| ------------------------------------ | ------------------------------------------------------------------------------- | -------------------------------------------------------------------------- | ------------------------------------------------------------------------------------ |
| Hommes                               |                                                                                 |                                                                            |                                                                                      |
| 15 km classique résultats détaillés  | Nikolay Bazhukov (URS)                                                          | Yevgeny Belyaev (URS)                                                      | Arto Koivisto (FIN)                                                                  |
| 30 km classique résultats détaillés  | Sergey Savelyev (URS)                                                           | Bill Koch (USA)                                                            | Ivan Garanin (URS)                                                                   |
| 50 km classique résultats détaillés  | Ivar Formo (NOR)                                                                | Gert-Dietmar Klause (RDA)                                                  | Benny Södergren (SWE)                                                                |
| Relais 4 × 10 km résultats détaillés | Finlande Arto Koivisto Juha Mieto Matti Pitkänen Pertti Teurajärvi              | Norvège Ivar Formo Odd Martinsen Einar Sagstuen Pål Tyldum                 | Union soviétique Nikolay Bazhukov Yevgeny Belyaev Ivan Garanin Sergey Savelyev       |
| Femmes                               |                                                                                 |                                                                            |                                                                                      |
| 5 km classique résultats détaillés   | Helena Takalo (FIN)                                                             | Raisa Smetanina (URS)                                                      | Nina Fyodorova (URS)                                                                 |
| 10 km classique résultats détaillés  | Raisa Smetanina (URS)                                                           | Helena Takalo (FIN)                                                        | Galina Kulakova (URS)                                                                |
| Relais 4 × 5 km résultats détaillés  | Union soviétique Zinaida Amosova Nina Fyodorova Galina Kulakova Raisa Smetanina | Finlande Marjatta Kajosmaa Hilkka Riihivuori Liisa Suihkonen Helena Takalo | Allemagne de l'Est Monika Debertshäuser Veronika Hesse Sigrun Krause Barbara Petzold |

## Athlètes les plus médaillés
| Rang | Athlète                     | Sport               | Médaille d'or, Jeux olympiques | Médaille d'argent, Jeux olympiques | Médaille de bronze, Jeux olympiques | Total |
| ---- | --------------------------- | ------------------- | ------------------------------ | ---------------------------------- | ----------------------------------- | ----- |
| 1    | Tatyana Averina (URS)       | Patinage de vitesse | 2                              | 0                                  | 2                                   | 4     |
| 2    | Rosi Mittermaier (FRG)      | Ski alpin           | 2                              | 1                                  | 0                                   | 3     |
| 2    | Raisa Smetanina (URS)       | Ski de fond         | 2                              | 1                                  | 0                                   | 3     |
| 4    | Bernhard Germeshausen (GDR) | Bobsleigh           | 2                              | 0                                  | 0                                   | 2     |
| 4    | Nikolay Kruglov (URS)       | Biathlon            | 2                              | 0                                  | 0                                   | 2     |
| 4    | Meinhard Nehmer (GDR)       | Bobsleigh           | 2                              | 0                                  | 0                                   | 2     |